# Filoktet
Filoktet (gr. Φιλοκτήτης Philoktḗtēs, łac. Philoctetes) – w mitologii greckiej król Tesalii, łucznik, spadkobierca łuku Heraklesa.

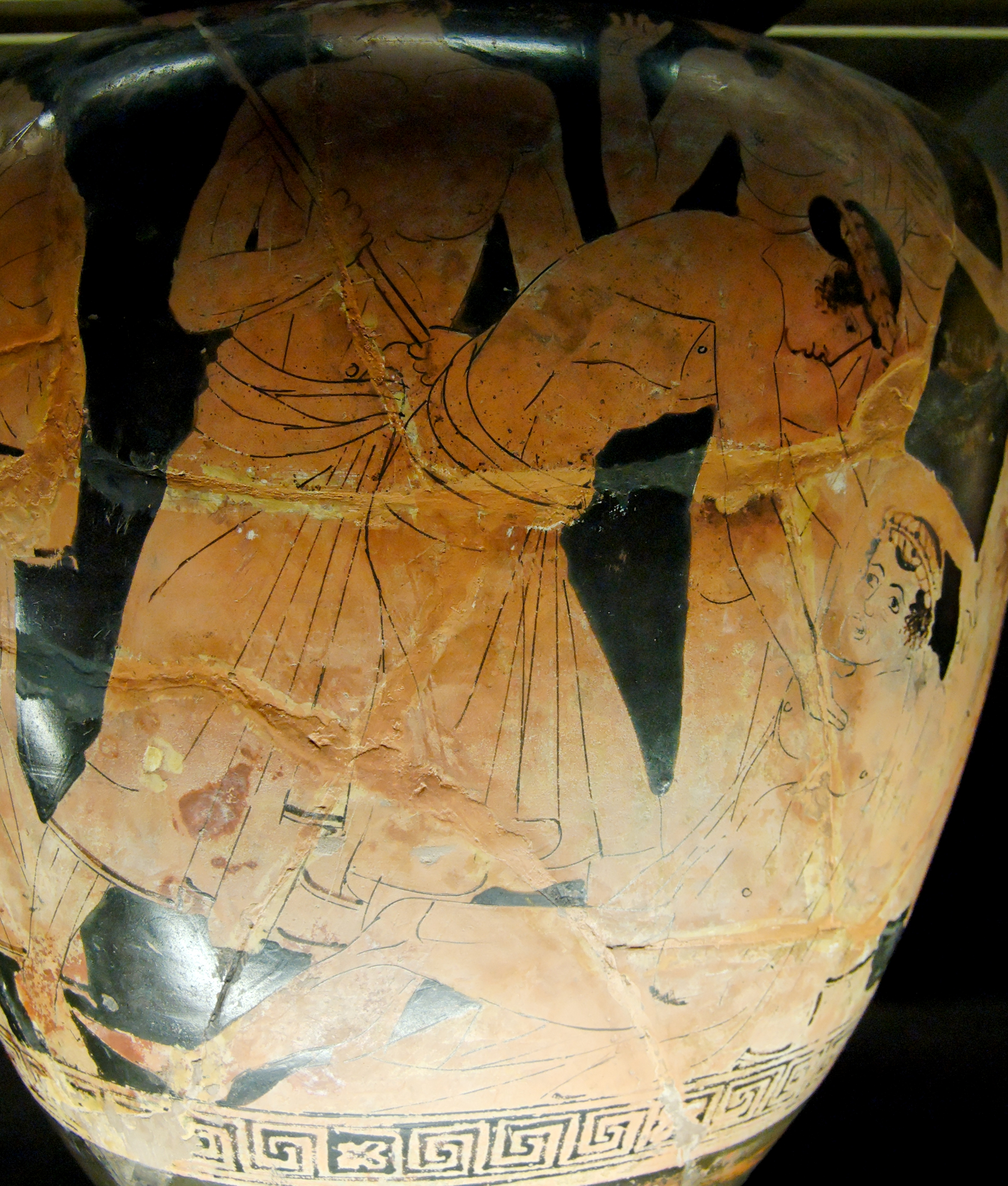
Ranny Filoktet pozostawiony przez Greków

Uchodził za syna Pojasa i Demonassy. Był przyjacielem Heraklesa, świadkiem ostatnich chwil życia herosa. Odziedziczył po nim jego niezawodny łuk i strzały, bez których Troja, jak głosiła przepowiednia wieszcza Helenosa, nie mogła być zdobyta. Był jednym z zalotników Heleny, dlatego zgodnie ze złożoną przysięgą wyruszył, by przyłączyć się do oblężenia Troi. Podczas wyprawy na Troję ukąsił go w palec u nogi wąż lub, według innej wersji, zranił się własną strzałą. Była to kara za zdradzenie miejsca, w którym spoczywały prochy Heraklesa, choć Filoktet przyrzekał mu, że zachowa to w tajemnicy. Rana zaczęła ropieć, dlatego Grecy zostawili Filokteta na wyspie Lemnos. W dziesiątym roku wojny został sprowadzony przez Odyseusza pod Troję. Wyleczony przez synów Asklepiosa, Podalejriosa i Machaona (lekarzy armii greckiej) mógł dalej walczyć. Gdy Parys zginął od strzały Filokteta, wtedy Troja mogła zostać zdobyta. Filoktet wrócił do ojczyzny.

Filoktet występuje w Iliadzie, jest bohaterem tragedii Ajschylosa, Eurypidesa oraz Sofoklesa, dramatów J.G. Herdera, A. Gide i H. Müllera licznych operach oraz obrazu m.in. N.A. Abildgaarda. 

Tych, co mieszkali w Metonie i w Taumakii powabnej,
Co Meliboją władali i Olizoną skalistą,
Wiódł z okrętami siedmioma wyborny łucznik Filoktet.
Każdy z okrętów załogę miał z pięćdziesięciu wioślarzy,
Także wytrawnych łuczników ćwiczonych w sztuce wojennej.
Lecz sam Filoktet na wyspie leżał, cierpieniem zmożony,
W Lemnos przeświętym. Synowie Achajów go tam zostawili
W bólu od rany zabójczej przez hydrę złośliwą zadanej.
Leżał tam jęcząc. Lecz wkrótce mieli już sobie przypomnieć
Obok okrętów Argiwi o władcy swym Filoktecie....